# Рёрль, Карл
Карл Рёрль (нем. Karl Röhrl; 11 ноября 1941, Вильгельмсбург — 25 февраля 2016) — австрийский шахматист.
Чемпион Австрии (1969 и 1971). В составе сборной Австрии участник 4-х Олимпиад (1970—1976).
Согласно профилю на сайте ФИДЕ, на момент смерти К. Рёрль не входил в число активных австрийских шахматистов, имел рейтинг 2265 пунктов и занимал 130-ю позицию в национальном рейтинг-листе.

## Изменения рейтинга
| Графики недоступны из-за технических проблем. См. информацию на Фабрикаторе и на mediawiki.org. |